# مايوكو إيشيتاتي
مايوكو إيشيتاتي مواليد 18 يناير 1987، هي لاعبة كرة يد يابانية تلعب كوسط مدافع. مثلت منتخب اليابان لكرة اليد للسيدات.

## سجل المنافسة
شاركت في البطولات التالية:
- بطولة العالم لكرة اليد للسيدات 2011
- بطولة العالم لكرة اليد للسيدات 2013
- بطولة العالم لكرة اليد للسيدات 2015

## روابط خارجية
- مايوكو إيشيتاتي على موقع الاتحاد الأوروبي لكرة اليد (الإنجليزية)
- مايوكو إيشيتاتي على موقع أوليمبيديا (الإنجليزية)